# Space (canção de Slavko Kalezić)
Space é uma canção do cantor Slavko Kalezić. Ele irá representar o Montenegro no Festival Eurovisão da Canção 2017.